# Pierre-Philippe Choffard

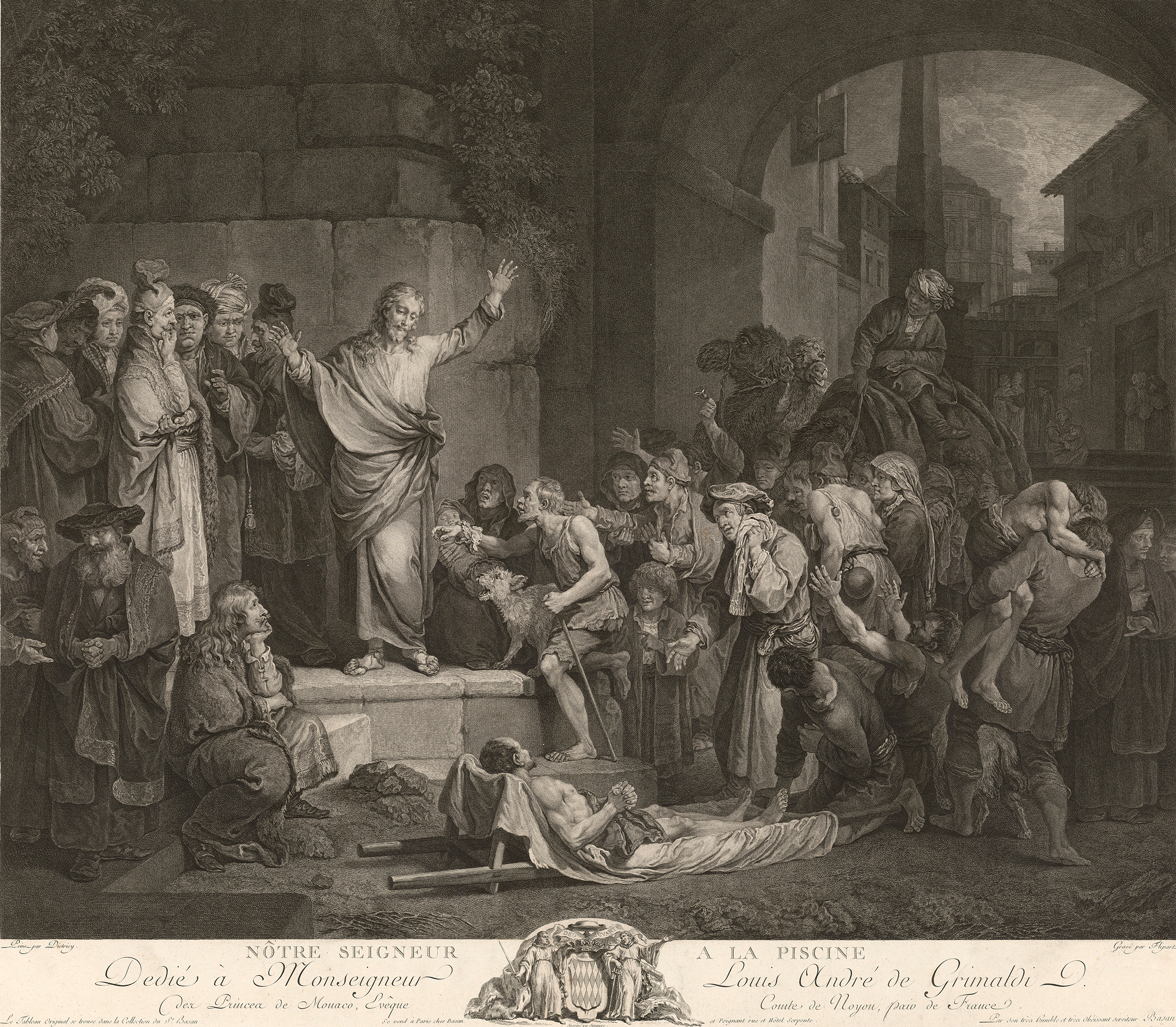
Jesús y los paralíticos (1767), con Jean Jacques Flipart, Biblioteca Central de Zúrich

Pierre-Philippe Choffard (París, 19 de marzo de 1730 – ibidem, 7 de marzo de 1809) fue un grabador francés. 

## Biografía
Fue un reputado dibujante y aguafortista, autor de tarjetas y enmarcados que le proporcionaron notable fama. Ilustró los Cuentos de Jean de La Fontaine de la edición llamada Fermiers généraux (1762). Escribió un Relato histórico sobre el arte del grabado (1804).